# Campionati mondiali di volo con gli sci 2014

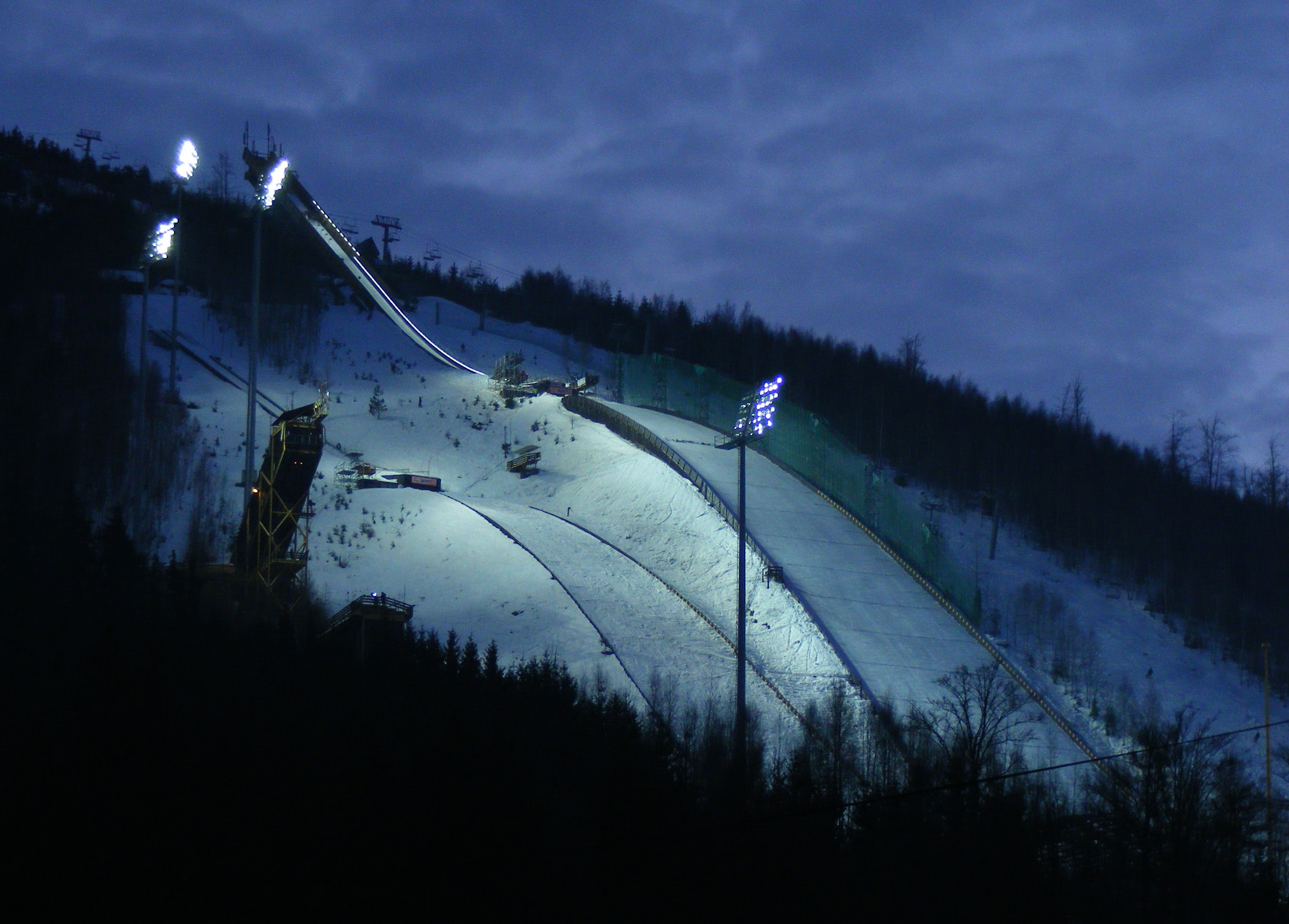
Il Čerťák

I Campionati mondiali di volo con gli sci 2014, ventitreesima edizione della manifestazione, si sono svolti dal 13 febbraio al 16 marzo a Harrachov, in Repubblica Ceca, e hanno contemplano esclusivamente gare maschili. L'impianto che ha ospitato le gare è stato il trampolino Čerťák
Era in programma l'assegnazione due titoli, uno individuale e uno a squadre, ma le cattive condizioni atmosferiche hanno fortemente condizionato la manifestazione: la gara individuale si è svolta su due serie di salti anziché quattro e la gara a squadre è stata annullata.
Il tedesco Severin Freund ha vinto la medaglia d'oro individuale davanti al norvegese Anders Bardal, argento, e allo sloveno Peter Prevc, bronzo. Detentore uscente del titolo era lo sloveno Robert Kranjec.

## Risultati

### Individuale
| Posizione | Atleta         | Nazione   | Punti |
| --------- | -------------- | --------- | ----- |
| 1         | Severin Freund | Germania  | 391,0 |
| 2         | Anders Bardal  | Norvegia  | 379,9 |
| 3         | Peter Prevc    | Slovenia  | 375,6 |
| 4         | Noriaki Kasai  | Giappone  | 374,6 |
| 5         | Kamil Stoch    | Polonia   | 363,8 |
| 6         | Roman Koudelka | Rep. Ceca | 362,6 |

13-15 marzo

Trampolino: Čerťák

2 serie di salti

### Gara a squadre
16 marzo

Trampolino: Čerťák

2 serie di salti
- Annullata

## Medagliere per nazioni
| Posizione | Nazione  | Oro | Argento | Bronzo | Totale |
| --------- | -------- | --- | ------- | ------ | ------ |
| 1         | Germania | 1   | 0       | 0      | 1      |
| 2         | Norvegia | 0   | 1       | 0      | 1      |
| 3         | Slovenia | 0   | 0       | 1      | 1      |